# Export
Termenul export în comerțul internațional înseamnă trimiterea de bunuri sau servicii produse într-o țară către piața altei țari. Vânzătorul acestor bunuri și servicii este numit exportator; cumpărătorul străin este considerat importator.
Exportul de mărfuri necesită deseori implicarea autorităților vamale. Contrapartida inversă a unui export este un import.

## Exportator
Multe firme de producție și-au început expansiunea globală ca exportatori și abia apoi au trecut la un alt mod de a servi o piață străină.

## Căi și metode
Metodele de exportare a unui produs sau a unui bun, ori a informațiilor sunt poșta, livrarea manuală, cu transportul aerian, cu transportul naval, încărcarea pe un site de internet sau descărcarea de pe un site de internet. Exporturile includ, de asemenea, distribuirea informațiilor trimise ca e-mail, un atașament de e-mail, fax sau într-o conversație telefonică.